# Volnay (Sarthe)
Volnay ist eine ehemalige französische Gemeinde mit 971 Einwohnern (Stand: 1. Januar 2022) im Département Sarthe in der Region Pays de la Loire. Sie gehörte zum Arrondissement Mamers. Die Einwohner werden Volnaysiens und Volnaysiennes genannt.
Der Erlass des Präfekten vom 19. September 2024 legte mit Wirkung zum 1. Januar 2025 die Eingliederung von Volnay als Commune déléguée zusammen mit der früheren Gemeinde Saint-Mars-de-Locquenay zur Commune nouvelle Val-de-la-Hune fest.

## Geographie

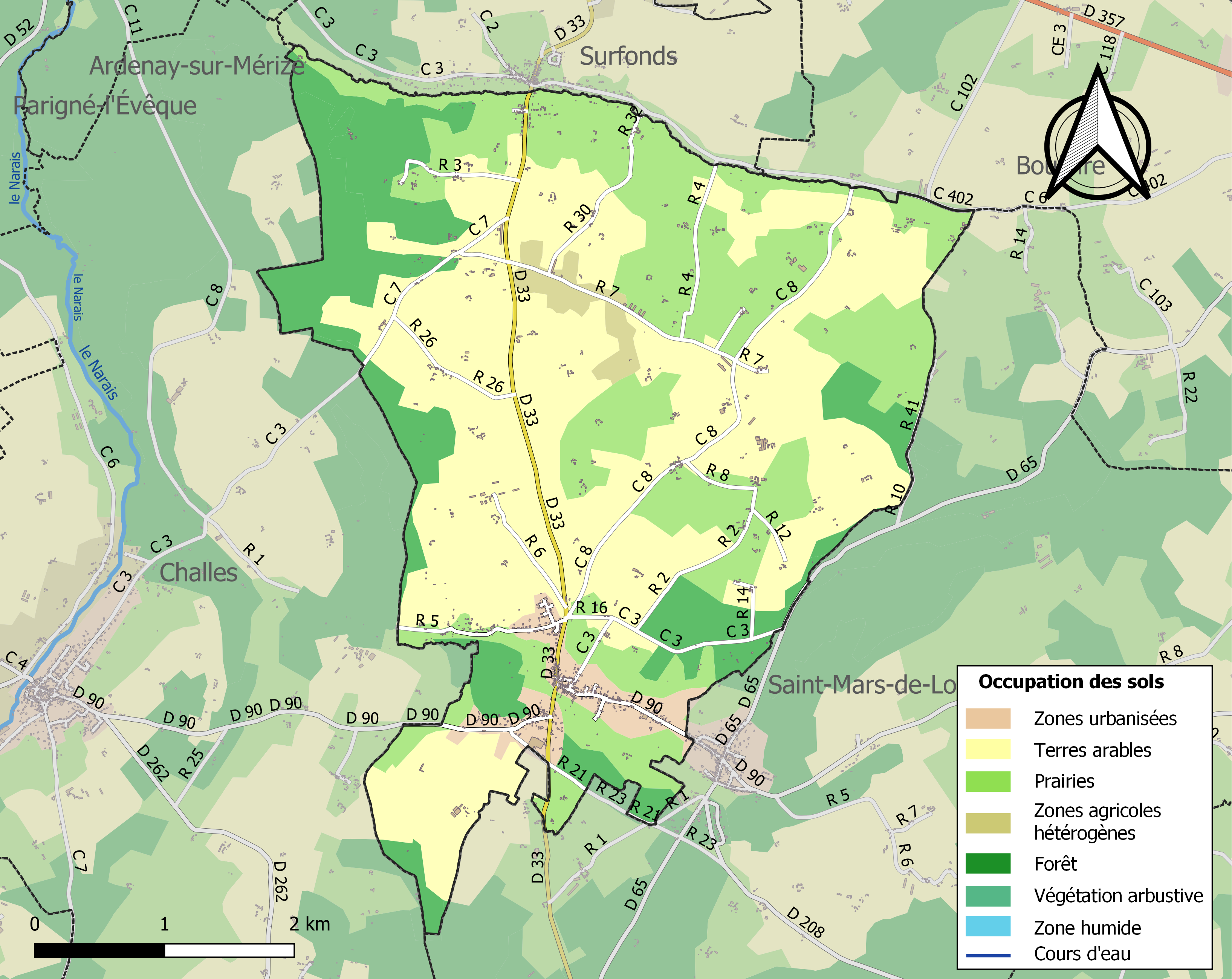
Bodennutzung, Hydrografie und Infrastruktur von Volnay (2018)

Volnay liegt etwa 22 Kilometer südöstlich von Le Mans in der Landschaft Maine blanc der historischen Provinz Maine. Das Ortsgebiet wird entwässert vom Flüsschen Sourice, das es im Norden begrenzt, vom Flüsschen Hune, das es im Süden von Ost nach West durchquert, vom Flüsschen Arche, das in Volnay entspringt und in der Nähe des Zentrums in die Hune mündet, sowie von verschiedenen kleineren Fließgewässern. Das Zentrum befindet sich auf einer Höhe von etwa 100 m. Das Relief des Ortsgebiets ist hügelig mit zahlreichen Erhebungen über 130 m, wobei die maximale Höhe im Osten mit 154 m gemessen wird. Die minimale Erhebung von 102 m liegt im äußersten Nordwesten beim Austritt des Flüsschens Sourice aus dem Ortsgebiet.
Teile des Gebiets von Volnay gehören zur ZNIEFF-Naturzone „Vallée du Narais et ses affluents“ (520012323). Rund 79 % der Fläche von Volnay werden landwirtschaftlich, hauptsächlich als Kulturboden genutzt, rund 17 % sind bewaldet, rund 4 % entfallen auf bebaute Flächen (Stand: 2018).
Umgeben wird Volnay von den Nachbargemeinden Surfonds im Norden und Bouloire im Nordosten, der Commune déléguée Saint-Mars-de-Locquenay im Süden und Osten sowie der Nachbargemeinde Challes im Westen.

## Bevölkerungsentwicklung

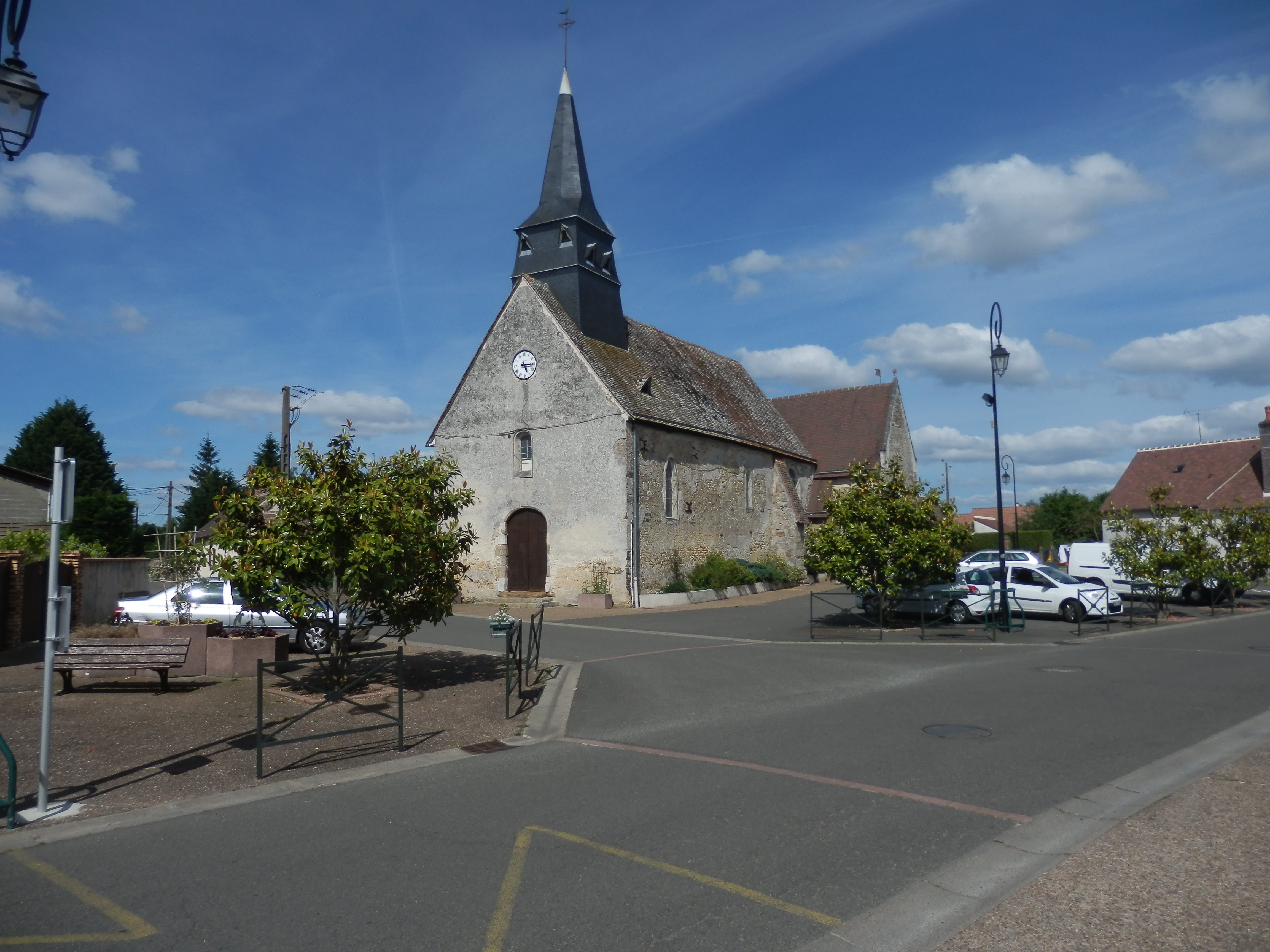
Kirche Saint-Vincent

| Jahr                       | 1962 | 1968 | 1975 | 1982 | 1990 | 1999 | 2006 | 2013 | 2020 |
| -------------------------- | ---- | ---- | ---- | ---- | ---- | ---- | ---- | ---- | ---- |
| Einwohner                  | 893  | 755  | 652  | 598  | 608  | 697  | 743  | 880  | 955  |
| Quellen: Cassini und INSEE |      |      |      |      |      |      |      |      |      |

## Sehenswürdigkeiten
- Kirche Saint-Vincent aus dem 12. Jahrhundert, Umbauten aus dem 16. Jahrhundert